# 梅普爾伍德 (明尼蘇達州)
梅普爾伍德（Maplewood）是美國明尼蘇達州拉姆西縣的一座城市，西邊緊鄰明尼蘇達州首府聖保羅，其他相鄰的城市包含白熊湖、瓦德奈斯海茨 (明尼蘇達州)、小加拿大 (明尼蘇達州)、羅斯維爾以及北聖保羅 (明尼蘇達州)等。2020年美國人口普查梅普爾伍德共有42,088人。